# Reprezentacja Bośni i Hercegowiny w piłce siatkowej kobiet
Reprezentacja Bośni i Hercegowiny w piłce siatkowej kobiet – narodowa reprezentacja tego kraju, reprezentująca go na arenie międzynarodowej.

## Mistrzostwa Europy
- 2023r. – 18 miejsce

## Igrzyska śródziemnomorskie
| Rok  | Miasto/Miasta          | Miejsce      |
| ---- | ---------------------- | ------------ |
| 1951 | Aleksandria            | ?            |
| 1955 | Barcelona              | ?            |
| 1959 | Bejrut                 | ?            |
| 1963 | Neapol                 | ?            |
| 1967 | Tunis                  | ?            |
| 1971 | Izmir                  | ?            |
| 1975 | Algier                 | ?            |
| 1979 | Split                  | ?            |
| 1983 | Casablanca             | ?            |
| 1987 | Latakia                | ?            |
| 1991 | Ateny                  | ?            |
| 1993 | Langwedocja-Roussillon | brak udziału |
| 1997 | Bari                   | brak udziału |
| 2001 | Tunis                  | brak udziału |
| 2005 | Almería                | brak udziału |
| 2009 | Pescara                | 5. miejsce   |
| 2013 | Mersin                 | ?            |